# کلیفتون آپان دانسمور
کلیفتون آپان دانسمور (به انگلیسی: Clifton-upon-Dunsmore) یک روستا و محله مدنی در بریتانیا است که در Rugby واقع شده‌است. کلیفتون آپان دانسمور ۱٬۳۰۴ نفر جمعیت دارد.